# Chiesa dell'Assunzione della Beata Maria Vergine (Ferrara)
La chiesa dell'Assunzione della Beata Maria Vergine è la parrocchiale a Cocomaro di Cona, frazione di Ferrara nell'omonima provincia. Appartiene al vicariato di San Giorgio dell'arcidiocesi di Ferrara-Comacchio e la sua costruzione risale all'XI secolo.

## Storia

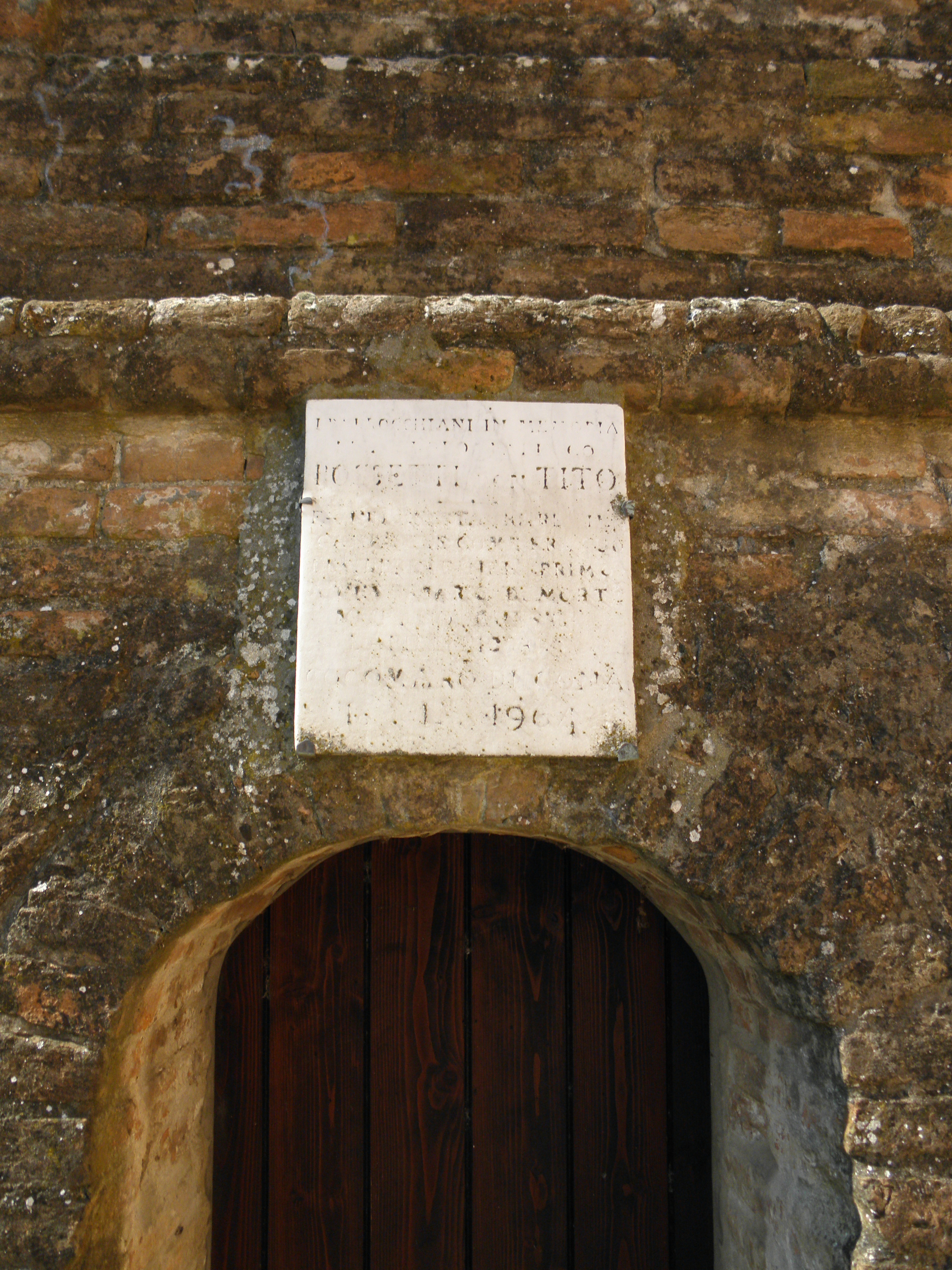
Lapide posta sopra l'acesso al campanile

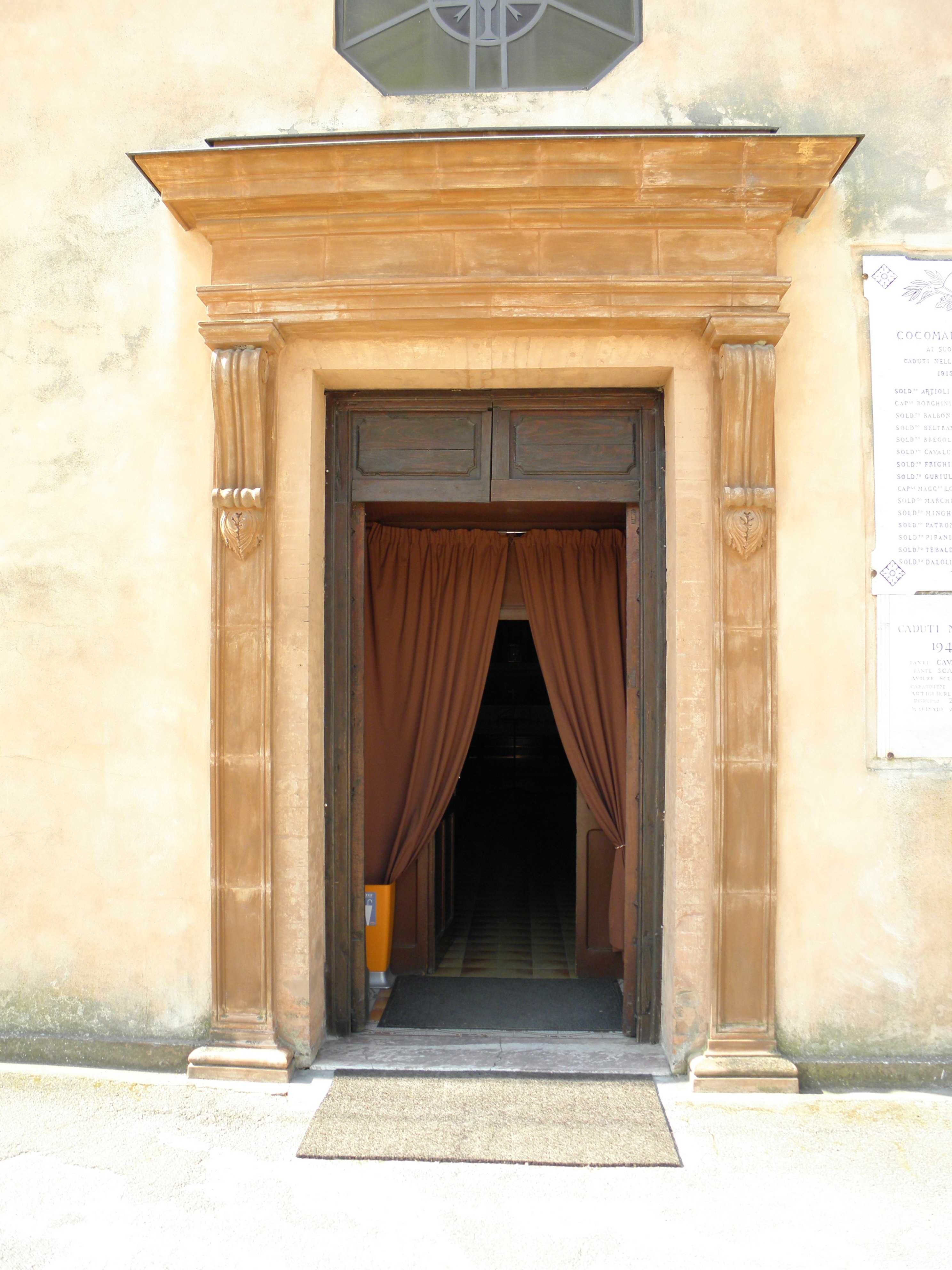
Portale sulla facciata

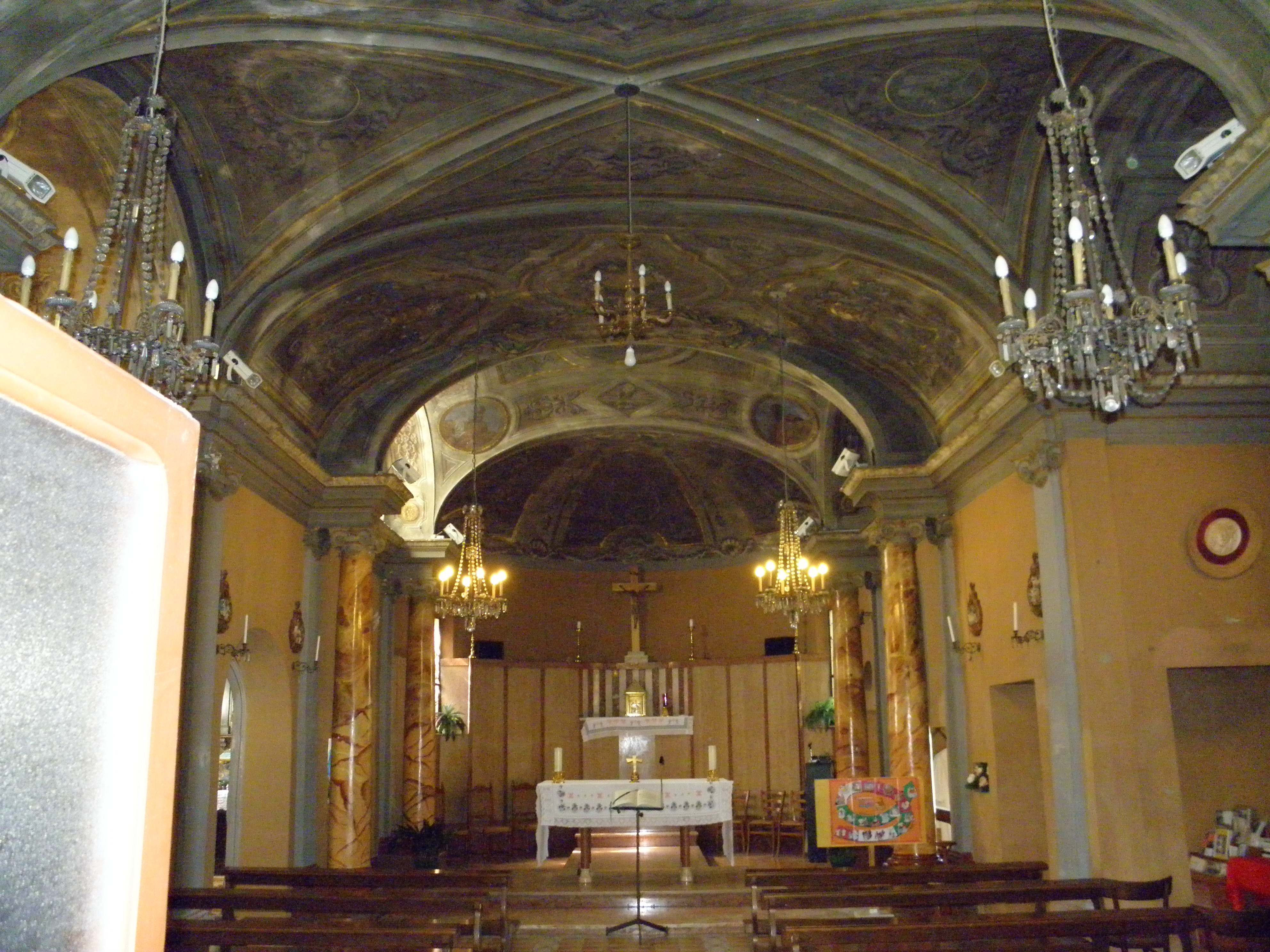
Interno della sala

La chiesa venne edificata vicina all'argine del Po di Volano nella località di Cocomaro di Cona (a breve distanza dal ponte sul fiume che porta alla vicina Cocomaro di Focomorto) attorno all'XI secolo. La sua presenza è documentata nel 1088.
Venne assegnata ai monaci benedettini olivetani della basilica di San Giorgio fuori le mura ed ebbe dignità di parrocchia nel 1632.
Nella seconda metà del XVIII secolo venne restaurata e decorata negli interni. Alla fine del secolo successivo venne edificata la torre campanaria che a sua volta fu oggetto di restauri nel 1985.

## Descrizione

### Esterni
Il luogo di culto si trova su una delle vie che uniscono la città di Ferrara a Comacchio, all'inizio dell'abitato di Cocomaro di Cona. Il complesso comprende la chiesa, la sagrestia, la canonica e la torre campanaria. La facciata a capanna è semplice e classicheggiante, con portale architravato sormontato in asse da un'ampia finestra quasi rettanngolare che porta luce alla sala e conclusa dal grande frontone triangolare timpanato. La torre campanaria si eleva sulla sinistra in posizione arretrata. La cella campanaria si apre con quattro finestre a monofora.

### Interni
La navata è unica e la copertura è con volta a botte e volta a crociera. La sala è ampliata da vani che si aprono su entrambi i lati e che ospitano una nicchia con statua, il confessionale e il fonte battesimale. Attraverso l'arco trionfale si accede al presbiterio leggermente rialzato.